# Paragniopsis ochraceomaculata
Paragniopsis ochraceomaculata là một loài bọ cánh cứng trong họ Cerambycidae.